# Aemilia testudo
Aemilia testudo är en fjärilsart som beskrevs av George Francis Hampson 1901. Aemilia testudo ingår i släktet Aemilia och familjen björnspinnare. Inga underarter finns listade i Catalogue of Life.